# Гадір Гусейнов
Гадір Гусейнов (азерб. Qədir Hüseynov; нар. 21 травня 1986, Москва) – азербайджанський шахіст, у 1994-1998 роках представник Росії, гросмейстер від 2002 року.
Його рейтинг станом на березень 2020 року — 2665 (72-ге місце у світі, 3-тє — в Азербайджані).

## Шахова кар'єра
У 1994-2003 роках неодноразово виступав на чемпіонатах світу та Європи серед юніорів у різних вікових категоріях, завоювавши чотири медалі: дві за Азербайджан (золоту – Беїле-Херкулане 1994, ЧЄ до 10 років і бронзову – Орпеза 1998, ЧС-до 12 років) і дві за Росію (бронзову – Рімавска Собота 1996, ЧЄ до 10 років, а також срібну – Таллінн 1997, ЧЄ до 12 років). 2004 року кваліфікувався на чемпіонат світу ФІДЕ за олімпійською системою, який відбувся в Триполі, де в 1-му раунді переміг Джованні Вескові, але у другому поступився Левонові Ароняну. 2009 року поділив 5-8-ме місце на чемпіонаті Європи, який відбувся в Будві.
Досягнув низки міжнародних успіхів, зокрема:
- поділив 1-ше місце в Санкт-Петербурзі (2000, разом із зокрема, Володимиром Карасьовим),
- посів 1-ше місце в Будапешті (2001, турнір First Saturday FS06 GM),
- посів 1-ше місце в Алушті (2001),
- поділив 1-ше місце в Баку (2002, чемпіонат Азербайджану, разом з Шахріяром Мамед'яровим),
- посів 1-ше місце в Тамбові (2003),
- поділив 1-ше місце в Тегерані (2005, турнір" FAJR Open, разом з Ельшаном Мораді, Ніджатом Мамедовим, Тиграном Л. Петросяном і Євгеном Глейзеровим),
- поділив 1-ше місце в Баку (2005, разом з Едуардом Андрєєвим і Тамазом Гелашвілі),
- поділив 1-ше місце в Лахіджані (2005, разом з Беніаміном Галстяном),
- поділив 1-ше місце в Дубаї (2007, разом з Леваном Панцулаєю, Аміром Багері та Сарханом Гулієвим),
- поділив 2-ге місце в Стамбулі (2007, позаду Михайла Гуревича, разом із зокрема, Ельтаджем Сафарлі, Леваном Панцулаєю, Арманом Пашикяном і Давідом Арутюняном),
- поділив 2-ге місце в Баку (2008, позаду Євгена Наєра, разом із зокрема, Найджелом Шортом, Олексієм Александровим, Вадимом Міловим і Баадуром Джобавою),
- поділив 2-ге місце в Ханти-Мансійську (2008, позаду Дмитра Бочарова, разом із зокрема, Рауфом Мамедовим, Дмитром Кокарєвим і Ельдаром Гасановим),
- поділив 1-ше місце в Нахічевані (2013, разом з Ігорем Курносовим і Олександром Шимановим).

Багаторазовий представник Азербайджану в командних змаганнях, зокрема:
- сім разів на шахових олімпіадах (2002, 2004, 2006, 2008, 2010, 2012, 2014); призер: в особистому заліку – бронзовий (2004 – 4-та шахівниця)[3],
- тричі на командних чемпіонатах світу (2010, 2011, 2013)[4],
- шість разів на командних чемпіонатах Європи (2003, 2005, 2007, 2009, 2011, 2013); п'ятиразовий призер: в командному заліку – двічі золотий (2009, 2013), срібний (2011) і бронзовий (2007), а також в особистому заліку – срібний (2013 – 5-та шахівниці)[5].

Найвищий рейтинг Ело в кар'єрі мав станом на 1 вересня 2009 року, досягнувши 2667 балів займав тоді 64-те місце в світовому рейтинг-листі ФІДЕ.

## Зміни рейтингу
| На цьому місці має відображатися графік чи діаграма, однак з технічних причин його відображення наразі вимкнено. Будь ласка, не видаляйте код, який викликає це повідомлення. Розробники вже працюють для того, щоби відновити штатне функціонування цього графіка або діаграми. | |
| | На цьому місці має відображатися графік чи діаграма, однак з технічних причин його відображення наразі вимкнено. Будь ласка, не видаляйте код, який викликає це повідомлення. Розробники вже працюють для того, щоби відновити штатне функціонування цього графіка або діаграми. |